# 北凯萨拉
北凯萨拉是巴西北大河州的一个市镇。总面积189.495平方公里，总人口5898人，人口密度31.1人/平方公里。